# 憲政本党
憲政本党（けんせいほんとう）は、明治時代の日本の政党である（1898年11月3日 - 1910年3月13日）。

## 概要
大日本帝国の国政において、二大政党の一翼を担った立憲改進党から立憲民政党に至る系譜の中に属する。明治後期、超然主義を標榜する藩閥政府と議会で対立したが、二大政党の雄である立憲政友会が安定的に政権与党である続けた桂園時代と時期が被っていたこともあり、全期間を経て与党の座を獲得することはなかった。

## 党史
初期議会期の帝国政府は、表向きは衆議院の各政党との連携は取らない超然主義を標榜しつつ、実際には当時の議会の二大勢力であった進歩党と自由党のどちらか片方と連立を組んでいたが、1898年、第3次伊藤内閣が地租増徴を標榜して二大政党の両方と対立、少数与党状態になると、自由党と進歩党は連携を深めて合同、憲政党を発足させる。憲政党は結党直後に勢いそのままに大命降下を受けて、史上初の政党内閣である第1次大隈内閣（隈板内閣）が成立する。が、同内閣は政権運営の拙さや党内対立が原因で、ほどなくして立ち行かなくなる。
この時、内務省を抑えていた旧自由党系が旧進歩党系を出し抜く形で憲政党を解党、同名の新政党を再結成する（綱領、規約はそのままで、党役員のみ旧自由党系に差し替え）という荒業により、「憲政党」の看板を乗っ取ることに成功する。追い出された旧進歩党は、これに対抗して正式な党大会を開催しようとしたが、旧自由党系が掌握していた内務省はこれを違法な政治集会と認定して開催を許可せず、11月2日には旧進歩党系に対して、同一の政党名を用いて結社を行い（旧自由党系）憲政党の政治活動を妨害を企てたとして、「憲政党」という名称の使用禁止命令が発せられた。このため、やむなく旧進歩党系は11月3日にこちらもほぼ旧憲政党の綱領を継承した憲政本党を発足させた。また、第1次大隈内閣も、旧進歩党のみの単独内閣として継続しようとしたが認められず、政権も失うこととなった。
その後成立した第2次山縣内閣に対しては野党として臨むが、同内閣は憲政党を与党として少数与党から脱すると、懸案の地租増徴を成立させる。また、続いて成立した第4次伊藤内閣は、支持母体として新政党立憲政友会を結党すると、憲政党は解党して丸ごと合流、引き続き政権与党の座を維持する。一方で、憲政本党からは尾崎行雄らが離党して政友会発会に参加、義和団の乱後の増税問題を巡る議員の離党（三四倶楽部結成）や足尾銅山鉱毒事件を巡って党の対応を批判した田中正造の離党など、党勢不振が続き、政友会に差を付けられることになった。憲政本党は、空席となっていた総理（党首）に、旧進歩党時代からの党首格であった大隈重信が正式に就任して対抗したが、劣勢挽回には至らなかった。
1901年、第1次桂内閣が成立、政友会が野党に転じて政権攻撃を開始すると、憲政本党は政権の政策を支持して政権参加を目論むものの、桂内閣に拒否された。そこで政友会と同盟を結んで政権を崩壊寸前にまで追い込む一方、国民同志会と結んで対外硬運動を主導した。ところがその後、政友会は伊藤総裁の斡旋で桂首相との間で妥協が成立、将来の政権授受の密約によって連立与党に復帰すると、またしても政権復帰のめどは立たなくなった。1904年に勃発した日露戦争は他政党とともに政府を全面協力したが、同戦争の講和条約であるポーツマス条約への態度を巡って政友会は賛成、憲政本党は反対と態度がわかれる。反対派が暴発した日比谷焼き討ち事件に政友会が距離をとったのが決定打となり、1906年1月、政友会の西園寺公望総裁への政権授受が達成、第1次西園寺内閣が成立する。
以降、桂率いる藩閥政府首脳と西園寺率いる政友会の妥協による政権寡占が成立して（桂園時代）、憲政本党ら他政党は付け入るスキが無くなってしまう。憲政本党は、鉄道国有化に反対する等、桂園間の離反を画策するが、党の再建策を巡って大隈と他の幹部の間の対立が激化、1907年1月20日には大隈が総理を辞任して引退を表明した。
その後、大石正巳を中心とした、桂や吏党系政党などと合同して反政友会新党を結成しようとする「改革派」と、犬養毅を中心とした、立憲改進党以来の民党路線を擁護する「非改革派」が対立を続けた。1909年、改革派が掌握していた党執行部は犬養除名を決定する。しかし、代議士会を掌握した非改革派はこの決定を無効としたため党分裂の危機に陥った。ところが、直後に日糖事件が発生して改革派側から逮捕者を出すと、流れは一気に非改革派に傾いた。このため、改革派は犬養の除名を取り下げて非改革派に屈することになった。その後、又新会、戊申倶楽部などの民党系非政友会各党の合同によって立憲国民党となり解党する。
後史
上述のように、民党非政友会政党の合同によって後継政党立憲国民党に改組したが、改革派・非改革派の対立が収拾されたわけではなく、大正政変を機に桂首相が第三勢力というべき立憲同志会を発会すると、これへの対応を巡って立憲国民党は分裂、非政友会系民党の離合集散は更に長期化することになる。